# Scuola convitto di orticoltura e pomologia
La scuola convitto di orticoltura e pomologia è un edificio storico ubicato tra via Fusinieri e via Rossi a Schio, nel quartiere operaio; lo stabile è stato progettato da Antonio Caregaro Negrin. Attualmente parte dell'edificio è utilizzato come sede della sezione locale del Club Alpino Italiano, mentre altri locali sono adibiti a uso abitativo.

## Storia

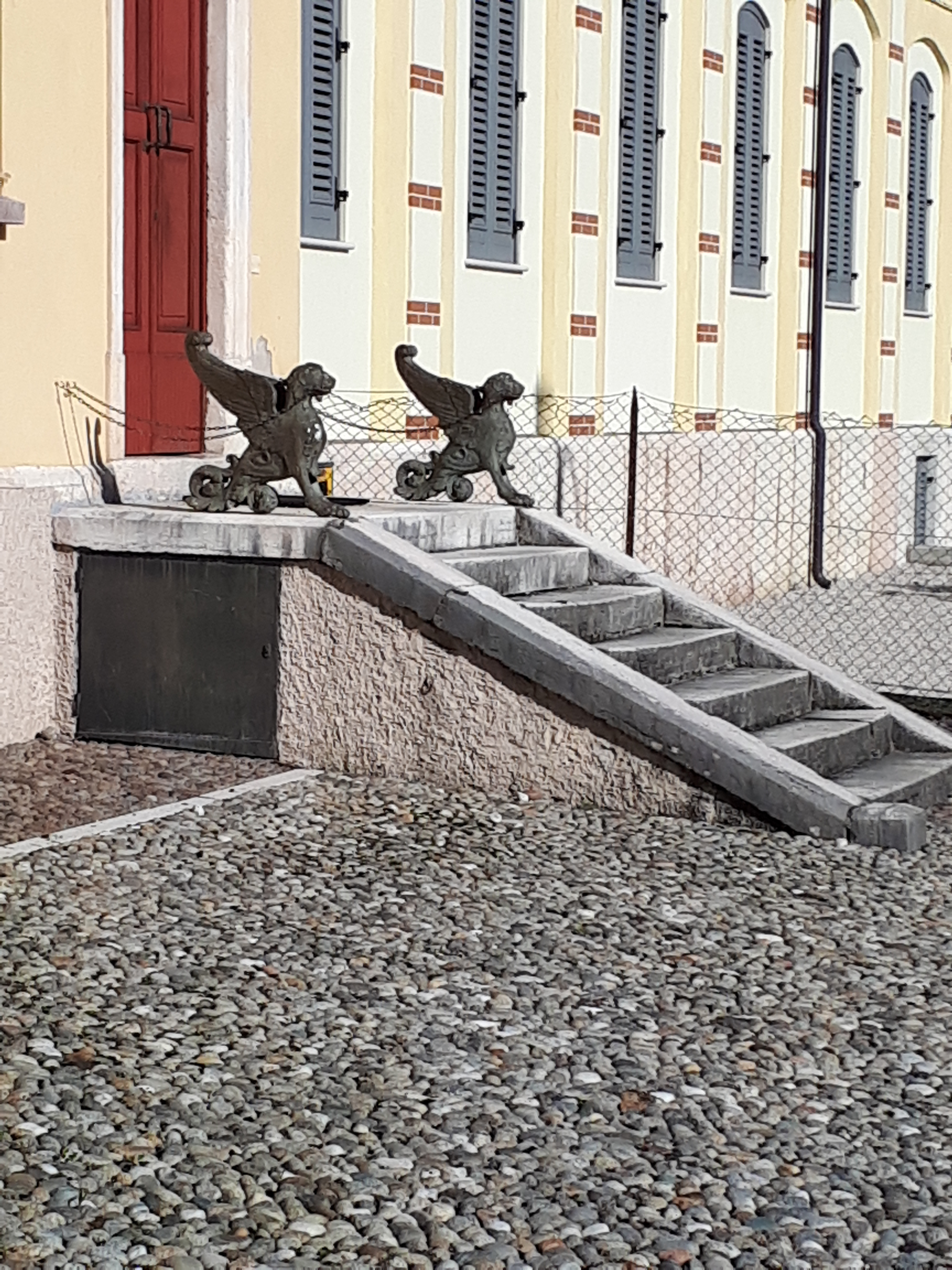
Considerando che si tratta di un edificio scolastico le finiture sono pregevoli, come dimostrano la coppia di leoni alati poste a fianco delle porte d'ingresso

La scuola convitto di orticoltura e pomologia consiste in uno degli elementi di un ben più ampio progetto messo in atto da Rossi: presso Santorso, nelle vicinanze della sua residenza, Alessandro Rossi a partire dal 1882 si dedicò alla coltura del suo vasto podere (delle dimensioni di 130 campi vicentini), dove vennero messi a dimora vigneti, frutteti, ortaggi, lamponi, arnie per apicoltura; il tutto realizzato utilizzando moderne tecniche agricole e un impegnativo investimento economico, tanto che il podere veniva chiamato Podere Modello. Per tale ambizioso progetto vennero impiegati fino a 91 addetti, vennero costruite diverse abitazioni per alcuni di essi, vennero allestite serre, locali per una fabbrica di conserve, stalle. Il progetto mirava a dare un sostanzioso contributo alla modernizzazione dell'agricoltura italiana, ancora legata a modelli feudali, arretrata e poco efficiente.
Per la formazione dei futuri contadini venne istituita una scuola convitto inaugurata il 2 gennaio 1884 e suddivisa in due sedi: presso Santorso, lungo la strada Schio-Piovene, dove si curava la parte pratica; presso Schio, all'interno del quartiere operaio, dove veniva garantita la formazione teorica degli allievi e dove gli studenti alloggiavano. Scuole di questo genere erano una novità in Italia e ne esistevano al tempo poche altre:  a Varese, a Mira, a Firenze, a Milano. L'impegno nell'ambito scolastico e formativo di Alessandro Rossi, non si limitò dunque al campo industriale, ma si estese anche a quello agricolo, allo scopo di favorirne la modernizzazione.
Il progetto di Rossi tuttavia non ebbe il successo sperato, e solo dopo due anni fu necessario interromperlo, a causa dei debiti accumulati e per le difficoltà riscontrate nella commercializzazione delle conserve prodotte (che secondo il progetto iniziale dovevano garantire la copertura finanziaria per il mantenimento della scuola). Gli studenti della scuola convitto furono trasferiti presso le similari strutture di Firenze, Varese e Mira, così da permettere loro di completare il ciclo di studi.
L'edificio di Schio era stato quindi progettato da Antonio Caregaro Negrin come edificio scolastico e completato nel 1883, come parte di un vasto progetto. Lo stabile, terminata la sfortunata esperienza del Podere Modello, ospitò la sede della fabbrica di cioccolato Dolomiti; in seguito venne convertito in parte a uso abitativo privato, in parte utilizzato come sede del CAI.

## Descrizione
L'edificio ha una struttura a "L" e si ispira nelle forme all'architettura di tipo prealpino tipica della Germania e Belgio, con tetti a spioventi e slancio verticale, numerose finestre rettangolari e comprende una pertinenza a area verde (successivamente su tale area è stato edificato un condominio). È costituito da tre piani nel corpo centrale e due nell'ala laterale. L'intonaco, come molte abitazioni del quartiere, è caratterizzato da differenti fasce cromatiche, gialle e rosse. Solo una parte dell'edificio è stata recuperata nel rispetto delle sue originali colorazioni, mentre un'ala versa in uno stato di degrado piuttosto avanzato (pur conservando tracce delle originali decorazioni), o snaturato nelle finiture esterne.